# Ed en Ad
Ed en Ad is een stripreeks die begonnen is in 1987 met Michel de Bom als schrijver en Patrick Cadot als tekenaar.

## Albums
Alle albums zijn geschreven door Michel de Bom, getekend door Patrick Cadot en uitgegeven door Le Lombard.
| Nummer | Titel                   |
| ------ | ----------------------- |
| 1      | Het spoor van Baphornet |
| 2      | De Wolvenkoning         |
| 3      | Het sterrenpaard        |
| 4      | Het kind van de nacht   |